# Rio Kunar
O rio Kunar (em pachto: کونړ سيند) é um rio com 480 quilômetros de extensão, localizado no leste do Afeganistão (província de Kunar) e noroeste do Paquistão (Khyber Pakhtunkhwa). Drena uma bacia hidrográfica de cerca de 26 000 quilômetros quadrados, e seu sistema fluvial se origina nos glaciares e na neve das montanhas do Indocuche.
O rio se origina no extremo norte do distrito de Chitral, no Paquistão; até Mastuj é conhecido como rio Yarkhun, e dali até sua junção com o rio Lutkho, a norte do importante centro regional de Chitral, passa a se chamar rio Mastuj. Passe a partir daí a se chamar rio Chitral, antes de tomar a direção sul até o alto vale do Kunar, no Afeganistão, onde recebe o mesmo nome.
O Kunar desagua na margem esquerda do rio Cabul, a leste da cidade afegã de Jalalabad. O rio surgido desta confluência, então, toma o rumo leste para dentro do Paquistão, onde se junta ao rio Indo, na cidade de Attock.
Um estudo do ACNUR, em 1990, respeitante à quantidade de água potável na zona do rio Kunar, no distrito da província de Kunar, Afeganistão, revelou que 60% dos habitantes do distrito consomem a água não-potável deste rio.